# Magical Mystery Tour (nummer)
Magical Mystery Tour is een liedje van The Beatles. Het is het openingsnummer van zowel de (Britse) dubbel-ep als de (Amerikaanse) lp Magical Mystery Tour en van de gelijknamige film. In de film wordt het twee keer gespeeld: aan het begin, als de bus van de Magical Mystery Tour vertrekt, en aan het eind, als de aftiteling begint.

## Achtergrond
De film Magical Mystery Tour is geïnspireerd door de georganiseerde uitstapjes, die heel populair waren in de tijd dat de leden van de Beatles jong waren. In het begin van de 20e eeuw werd daarvoor een janplezier gebruikt, later, zoals in de film, een touringcar. Bij een ‘mystery tour’ wisten de deelnemers van tevoren niet waar de bus hen brengen zou; The Beatles voegden er het element ‘magisch’ aan toe.
Het nummer staat op naam van Lennon-McCartney, maar Paul McCartney schreef het leeuwendeel ervan. John Lennon heeft bij het nummer geholpen, maar hij kon zich achteraf niet herinneren welk deel van hem was:
‘Paul's song. Maybe I did part of it, but it was his concept.’
‘Een liedje van Paul. Misschien heb ik een deel ervan geschreven, maar het was zijn idee.’
Toen het album Magical Mystery Tour uitkwam, vermoedden veel luisteraars al dat het openingsnummer eigenlijk over druggebruik ging. The Beatles experimenteerden in die tijd met lsd. Paul McCartney bevestigde dit in 1998:
‘Because those were psychedelic times it had to become a magical mystery tour, a little bit more surreal than the real ones to give us a licence to do it. But it employs all the circus and fairground barkers, “Roll up! Roll up!”, which was also a reference to rolling up a joint. We were always sticking those little things in that we knew our friends would get; veiled references to drugs and to trips. (…) Magical Mystery Tour was the equivalent of a drug trip and we made the film based on that.’
‘Omdat we toen psychedelische tijden beleefden, moest het een magische verrassingstour worden, een beetje surrealistischer dan de echte, om ons een dekmantel te verschaffen om het te doen. Maar het gebruikt alle kreten uit het circus en de kermis: “Roll up! Roll up!, Komt dat zien! Komt dat zien!”, en dat was meteen ook een toespeling op het draaien van een joint. We stopten altijd dit soort toespelingen op drugs en trips in onze liedjes, waarvan we wisten dat onze vrienden ze zouden oppikken. (…) Magical Mystery Tour was het equivalent van een drugstrip en de film die we maakten was daarop gebaseerd.’

## De opname
De eerste opnamen voor het nummer werden gemaakt op 25 april 1967, nog geen week na de laatste sessies voor Sgt. Pepper's Lonely Hearts Club Band. Het nummer was nog niet af toen de sessie begon en veel tijd ging zitten in repeteren, maar tegen het eind van de opnamesessie was er een bruikbare basis. Op 26 en 27 april voegden The Beatles een basgitaar en de zangpartij toe. Op 3 mei volgden de trompetten en slaginstrumenten. Die opname verliep chaotisch, omdat er geen partituur voor de koperblazers was gemaakt. Volgens Philip Jones, een vriend van een van de spelers, die erbij was, nam op een gegeven moment een van de spelers het heft in eigen handen en schreef een partituur uit.
Als totaal was de bezetting als volgt:
- Paul McCartney, zang, piano, basgitaar.
- John Lennon, achtergrondzang, akoestische gitaar, slaginstrumenten.
- George Harrison, achtergrondzang, sologitaar, slaginstrumenten.
- Ringo Starr, drums, slaginstrumenten.
- David Mason,[4] Elgar Howarth, Roy Copestake, John Wilbraham, trompet.
- Mal Evans, Neil Aspinall, slaginstrumenten.

In tegenstelling tot de titelsongs van de films A Hard Day’s Night en Help! is Magical Mystery Tour nooit op single verschenen.

## Coverversies
- De Amerikaanse rockband Ambrosia speelde het nummer in de film All This and World War II van 1976.
- De Amerikaanse a-capellagroep Beelzebubs bracht het nummer in 2009 in de Amerikaanse versie van de tv-show The Sing-Off.
- Cheap Trick, een andere Amerikaanse rockband, nam het nummer op in 1988. Het verscheen pas in 1991 op het verzamelalbum The Greatest Hits.
- De Japanse zangeres Bonnie Pink bracht het nummer in 2007 uit als een van de vijf nummers op haar cd-single Water Me.
- The Punkles, een Duitse groep die Beatlesnummers in punkstijl bracht, zette het nummer in 2004 op zijn album Pistol.
- Op het album Live in America van Transatlantic staat een medley van Magical Mystery Tour, Strawberry Fields Forever en het door de groep zelf geschreven Mystery Train.
- In 2006 verscheen een album Butchering The Beatles met coverversies uitgevoerd door diverse artiesten. Magical Mystery Tour werd vertolkt door Yngwie Malmsteen, Jeff Scott Soto, Jeff Pilson, Frankie Banali en Bob Kulick.

## NPO Radio 2 Top 2000
| Nummer met noteringen in de NPO Radio 2 Top 2000 | '00  | '01  | '02  | '03  | '04  | '05  | '06  | '07  | '08  | '09  | '10  | '11  | '12  | '13  |
| ------------------------------------------------ | ---- | ---- | ---- | ---- | ---- | ---- | ---- | ---- | ---- | ---- | ---- | ---- | ---- | ---- |
| Magical Mystery Tour                             | 1219 | 1368 | 1258 | 1723 | 1713 | 1872 | 1726 | 1786 | 1691 | 1694 | 1670 | 1820 | 1977 | 1882 |

1. ↑  Een vetgedrukt getal geeft de hoogste notering aan.
2. ↑  2000 was het eerste jaar met een notering voor dit nummer.
3. ↑  Deze tabel is bijgewerkt tot en met de laatste editie (2024).